# Staatsminister (Niederlande)
Der Titel Staatsminister (niederländisch Minister van Staat) ist in den Niederlanden ein Ehrentitel, der in außergewöhnlichen Fällen auf Vorschlag des Ministerrats durch den König an Politiker oder Staatsmänner verliehen wird, die keine öffentliche Funktion mehr ausfüllen. Der Titel hat keine gesetzliche Grundlage. Das Kabinett schlägt jemanden als Staatsminister vor und danach kann der Monarch dem zustimmen.

## Stellung und Funktion
Die Staatsminister sind momentan kein Teil des Ministerrats, können aber in einigen Situationen durch den König zu Rate gezogen werden, z. B. bei einer Kabinettsbildung. Ein Staatsminister kann auch in anderen Momenten um Rat gefragt werden, z. B. bei komplizierten staatsrechtlichen Fragen. Daneben werden Staatsminister auch oft gebeten, die Regierung bei bestimmten Ereignissen zu repräsentieren.
Der Titel wird auf Lebenszeit verliehen. Trotzdem ist der Titel sechs Trägern aberkannt worden; neben einer Anzahl an Dissidenten während der Belgischen Revolution auch im Jahr 1819 Gijsbert Karel Graf van Hogendorp wegen seiner Kritik an der Finanzpolitik von König Wilhelm I., und 1947 Dirk Jan de Geer wegen seines Standpunkts im Zweiten Weltkrieg.
Vor dem Zweiten Weltkrieg kam es regelmäßig vor, dass Staatsminister öffentliche Ämter ausübten, so waren z. B. Cort van der Linden und Colijn Staatsminister, während sie Premierminister waren. Nach dem Zweiten Weltkrieg war Louis Beel der einzige Staatsminister, der noch einen Sitz im Ministerrat hatte.
Marga Klompé war 1971 die erste und lange die einzige weibliche Staatsministerin. Dies änderte sich 2012 mit der Verleihung des Titels an Els Borst, gefolgt von Winnie Sorgdrager und Sybilla Dekker (beide 2018).

## Aktuelle Staatsminister
- Herman Tjeenk Willink, 21. Dezember 2012
- Winnie Sorgdrager, 22. Juni 2018
- Jaap de Hoop Scheffer, 22. Juni 2018
- Sybilla Dekker, 22. Juni 2018
- Piet Hein Donner, 21. Dezember 2018
- Jan Peter Balkenende, 14. Oktober 2022

## Frühere Staatsminister
- Els Borst, 21. Dezember 2012
- Pieter Kooijmans, 13. Juli 2007
- Hans van den Broek, 25. Februar 2005
- Wim Kok, 11. April 2003
- Jos van Kemenade, 5. April 2002
- Frits Korthals Altes, 26. Oktober 2001
- Hans van Mierlo, 24. Oktober 1998
- Willem Scholten, 1. Juli 1997
- Ruud Lubbers, 31. Januar 1995
- Max van der Stoel, 22. Mai 1991
- Emiel van Lennep, 29. April 1986
- Ivo Samkalden, 22. Januar 1985
- Edzo Toxopeus, 22. Januar 1985
- Jelle Zijlstra, 30. April 1983
- Marinus Ruppert, 29. November 1980
- Jaap Burger, 4. Januar 1975
- Carl Romme, 16. Dezember 1971
- Jan Donner, 16. Dezember 1971
- Marga Klompé, 17. Juli 1971
- Jo Cals, 5. Dezember 1966
- Pieter Oud, 9. November 1963
- Willem Drees, 22. Dezember 1958
- Louis Beel, 21. November 1956
- Alidius Warmoldus Lambertus Tjarda van Starkenborgh Stachouwer, 28. Juni 1956
- Pieter Sjoerds Gerbrandy, 5. April 1955
- Josef van Schaik, 15. März 1951
- Eelco van Kleffens, 4. Juli 1950
- Willem Lodewijk baron de Vos van Steenwijk, 11. Juli 1946
- Frans Beelaerts van Blokland, 22. Dezember 1936
- Piet Aalberse, 31. Dezember 1934
- Dirk Jan de Geer, vom 31. August 1933 bis 12. November 1947
- Johannes Theodoor de Visser, 31. August 1931
- Hendrikus Colijn, 31. August 1929
- Dirk Fock, 24. August 1928
- Charles Ruys de Beerenbrouck, 25. Juli 1927
- Herman Adriaan van Karnebeek, 25. Juli 1927
- Theo Heemskerk, 27. August 1926
- Alexander Willem Frederik Idenburg, 22. August 1923
- Wiel Nolens, 22. August 1923
- Pieter Wilhelm Adriaan Cort van der Linden, 28. Januar 1915
- Alexander Frederik de Savornin Lohman, 31. August 1909
- Abraham Pieter Cornelis van Karnebeek, 1. Mai 1909
- Abraham Kuyper, 31. August 1908
- Tobias Asser, 27. August 1904
- Johannes Willem Bergansius, 20. März 1903
- Johan Æmilius Abraham van Panhuys, 28. Dezember 1898
- Johan George Gleichman, 31. August 1898
- Gerrit de Vries Azn., 5. April 1898
- Louis Gericke van Herwijnen, 19. April 1895
- Æneas baron Mackay Jr., 19. August 1891
- Jacob Pieter Pompejus baron van Zuylen van Nijevelt, 10. Mai 1889
- Gerlach Cornelis Joannes van Reenen, 7. Mai 1889
- Eppo Cremers, 5. Dezember 1887
- Frans van Eysinga, 5. Dezember 1887
- Joseph van der Does de Willebois, 31. Oktober 1885
- Jan Heemskerk Azn., 28. Juli 1885
- Constantijn Theodoor graaf van Lynden van Sandenburg, 29. April 1883
- Anthony Ewoud Jan Modderman, 29. April 1883
- Michael Hendrik Godefroi, 10. März 1881
- Louis Gaspard Adrien graaf van Limburg Stirum, 30. Dezember 1877
- Jacobus Arnoldus Mutsaers, 23. Februar 1877
- Jacob Derk Burchard Anne baron van Heeckeren tot Enghuizen, 14. Juli 1872
- Pieter Philip van Bosse, 6. Juli 1872
- Johan Anthoni Philipse, 15. September 1871
- Charles Nepveu, Dezember 1867
- Leonardus Antonius Lightenvelt, 25. Mai 1867
- Johan Rudolf Thorbecke, 9. Februar 1866
- Aeneas baron Mackay Sr., 1. April 1865
- Frederik Lodewijk Willem baron van Kock, 10. Oktober 1863
- Schelto baron van Heemstra, 31. Januar 1862
- Johannes Servaas Lotsy, 13. März 1861
- Willem Boreel van Hogelanden, 1. Mai 1860
- Jan Karel baron van Goltstein, 23. Februar 1860
- Willem Gerard van de Poll, 1. April 1858
- Anthony Gerhard Alexander ridder van Rappard, 12. März 1858
- Hendrik Frederik Christoph Baron Forstner van Dambenoy, 30. November 1857
- Albertus Jacobus Duymaer van Twist, 1. August 1857
- Dirk Donker Curtius, 23. Juni 1856
- Daniël Jacob van Ewijck van Oostbroek van de Bilt, 1. Oktober 1855
- Willem Boudewijn Donker Curtius van Tienhoven, 3. September 1855
- Jean Chrétien Baud, 8. September 1854
- Robert baron Fagel, 28. Dezember 1853
- Arnold Adolf baron Bentinck van Nijenhuis, 21. November 1848
- Floris Adriaan baron van Hall, 1. Januar 1848
- James Albert Henry de la Sarraz, 26. Dezember 1847
- Willem Hendrik Alexander Carel baron van Heeckeren van Kell, 1. April 1846
- Willem Anne baron Schimmelpenninck van der Oye, 15. Februar 1846
- Jan Willem baron Huyssen van Kattendijke, 21. September 1843
- Frans Adam graaf van der Duyn van Maasdam, 8. Juli 1843
- Jan Jacob Rochussen, 25. Juni 1843
- Felix van Maanen, 1. April 1842
- François Joseph Marie Thérèse baron de Pélichy de Lichtervelde, 31. März 1842
- Johan Gijsbert baron Verstolk van Soelen, 13. September 1841
- Hendrik Merkus baron de Kock, 1. Juni 1841
- Henri baron van Doorn van Westcapelle, ab Januar 1841
- Alexander Wilhelmus Johannes Joseph baron van Hugenpoth tot Aerdt, 28. November 1840
- Godert Alexander Gerard Philip baron van der Capellen, 28. November 1840
- Gerard Beelaerts van Blokland, 9. Januar 1840
- Arnoldus van Gennep, 1840
- Johannes graaf van den Bosch, 25. Dezember 1839
- Gerrit graaf Schimmelpenninck, 1. Dezember 1836
- Jean Gijsberto baron de Mey van Streefkerk, 12. November 1835
- Gerard George Clifford, Januar 1834
- Hugo van Zuylen van Nijevelt, 1833
- Anton Reinhard Falck, 26. September 1832
- Hendrik baron Fagel, 1830
- Cornelis Theodorus Elout, 6. September 1829
- Johan Hendrik baron Mollerus, 21. Mai 1829
- Melchior Joseph François Ghislain baron Goubau d'Hovorst, 1829 bis 18. Oktober 1830
- André Charles Membrède, 1829
- Charles Joseph hertog d'Ursel, 1829 bis 18. Oktober 1830
- Leonard Pierre Joseph burggraaf du Bus de Gisignies, 9. Mai 1828 bis 18. Oktober 1830
- Frederik Willem Floris Theodorus baron van Pallandt van Keppel, Mai 1828
- Patrice Claude Ghislain ridder de Coninck, 16. März 1826
- Anne Willem Carel baron van Nagell van Ampsen, 1826
- Willem Frederik graaf van Reede, 1825
- Jean Henry Appelius, 21. Dezember 1820
- Cornelis Charles baron Six van Oterleek, 21. Dezember 1820
- Ocker Repelaer van Driel, 25. März 1818
- Willem Frederik baron Röell, 19. Februar 1817
- Gijsbert Karel graaf van Hogendorp, vom 20. September 1815 bis 22. Mai 1819
- Charles de Thiennes de Lombise, vom 16. September 1815 bis 20. Oktober 1830

## Aus ihrer Funktion Enthobene
- Dirk Jan de Geer, am 12. November 1947 (wegen seines Standpunkts im Zweiten Weltkrieg)
- Leonard Pierre Joseph burggraaf du Bus de Gisignies, am 18. Oktober 1830
- Melchior Joseph François Ghislain baron Goubau d’Hovorst, am 18. Oktober 1830
- Charles Joseph hertog d’Ursel, am 18. Oktober 1830
- Charles de Thiennes de Lombise, am 20. Oktober 1830, alle nach Anführen der Belgischen Revolution
- Gijsbert Karel graaf van Hogendorp, am 22. Mai 1819 (wegen Kritik an der Finanzpolitik Wilhelms I. der Niederlande)